# Stazione di Molare
Stazione di Molare vasútállomás Olaszországban, Molare településen.

## Vasútvonalak
Az állomást az alábbi vasútvonalak érintik:
- Asti–Genova-vasútvonal

## Kapcsolódó állomások
A vasútállomáshoz az alábbi állomások vannak a legközelebb:
- Stazione di Ovada
- Stazione di Prasco-Cremolino